# Örevatten (Västerlanda socken, Bohuslän)
Örevatten är en sjö i Lilla Edets kommun i Bohuslän och ingår i Göta älvs huvudavrinningsområde.